# Cerceris arenaria arenaria
Cerceris arenaria arenaria é uma subespécie de insetos himenópteros, mais especificamente de vespas pertencente à família Crabronidae.
A autoridade científica da subespécie é Linnaeus, tendo sido descrita no ano de 1758.
Trata-se de uma subespécie presente no território português.